# Boss der Bosse
Boss der Bosse ist das zweite Mixtape des deutschen Rappers Kollegah. Es erschien am 9. Juni 2006 über das Independent-Label Selfmade Records. Boss der Bosse wurde zu einem Großteil von dem Hip-Hop-Musiker Rizbo produziert und gilt als zweiter Teil der Zuhältertape-Reihe.

## Entstehung

Logo des Rappers

Nachdem Kollegah im Jahr 2005 das Zuhältertape aufgenommen und auf seiner Internetseite veröffentlicht hatte, wurde Anfang Dezember 2005 die Vertragsunterzeichnung des Rappers bei Selfmade Records verkündet. Zu diesem Zeitpunkt war der erste Tonträger bereits 30.000 Mal aus dem Internet heruntergeladen worden. Über Selfmade Records erschien zunächst das Zuhältertape als Zuhältertape X-Mas Edition am 30. Dezember 2005 erneut. Im Anschluss daran begann Kollegah mit den Arbeiten an dem Mixtape Boss der Bosse, welches aufgrund der Exklusivität der Beats auch als „Streetalbum“ bezeichnet wird. Die Arbeit an Boss der Bosse verlief intensiver und die Texte sind, laut Aussage des Rappers, durchdachter. Außerdem wurde bei der Entstehung ein verstärkter Fokus auf die Produktion gelegt. Während Kollegah die Texte des Zuhältertapes innerhalb von zwei Wochen verfasst hat, dauerte die Schreibarbeit für den zweiten Teil insgesamt drei Monate.
Aufgrund des Medienrummels, welcher im Rahmen der Veröffentlichung von Boss der Bosse entstand, wurde Kollegah zu der Teilnahme am Splash! auf der Mzee-Bühne eingeladen. Den Auftritt bei dem Festival musste der Rapper bereits nach wenigen Minuten abbrechen. Zahlreiche Hip-Hop-Fans machten sich in Internet-Foren über Kollegahs ersten Konzertauftritt lustig.

## Titelliste
| #   | Titel                         | Produzent    | Länge |
| --- | ----------------------------- | ------------ | ----- |
| 1.  | Intro                         | Chrizmatic   | 1:30  |
| 2.  | Showtime Again                | Rizbo        | 3:38  |
| 3.  | König Westdeutschlands        | Chrizmatic   | 3:53  |
| 4.  | Time is Money                 | Rizbo        | 4:03  |
| 5.  | Mobster Music (feat. Shiml)   | Rizbo        | 3:23  |
| 6.  | Boss der Bosse                | Maxito Flow  | 3:37  |
| 7.  | Bei Sonnenuntergang           | Rizbo        | 3:05  |
| 8.  | Nacht                         | Paul Supreme | 4:14  |
| 9.  | Du weinst Tränen              | Rizbo        | 3:07  |
| 10. | King of Coke                  | SixJune      | 3:01  |
| 11. | Rauch (feat. Slick One)       | Rizbo        | 4:28  |
| 12. | Ich geb kein Fick             | Chrizmatic   | 3:03  |
| 13. | Was kuckst du?                | Rizbo        | 3:33  |
| 14. | Fick dein Fame                | SixJune      | 3:11  |
| 15. | Image des Pimps (feat. Sarah) | Rizbo        | 3:29  |
| 16. | Sommer                        | Akasha       | 3:11  |
| 17. | Outro                         | Paul Supreme | 1:53  |

## Texte

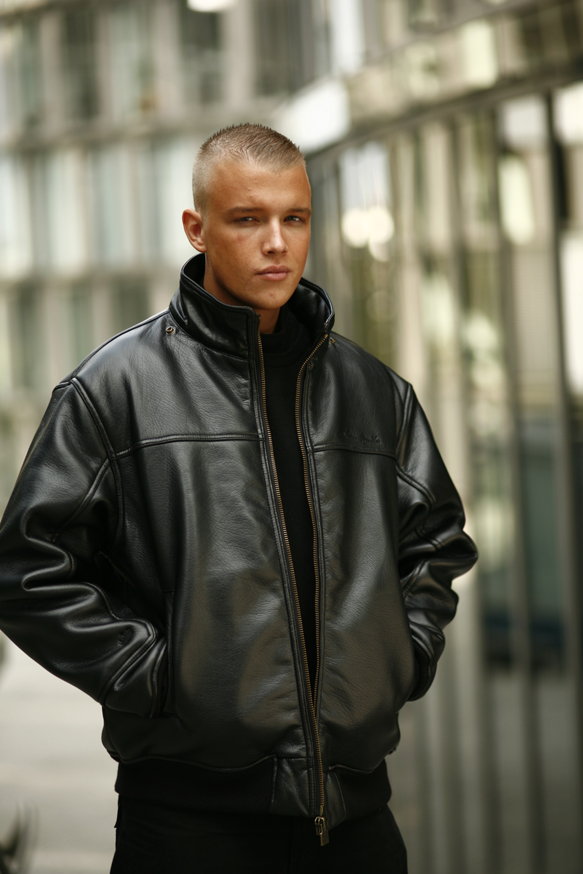
Kollegah im Jahr 2007

Boss der Bosse enthält neben den für Kollegah typischen Battle-Rap-Stücken, auch einige persönliche Lieder. Hierbei können die Musikstücke Rauch und vor allem Sommer hervorgehoben werden. In Rauch berichten Kollegah und Slick One über ihre Vergangenheit. Dabei reflektiert Kollegah selbstkritisch sein eigenes Verhalten („Doch warum hab’ ich schnelles Geld stets nur für Huren und Autos verprasst, anstatt meiner Mutter mal Blumen zu kaufen?“) und bedankt sich bei seiner Mutter und seiner Schwester für deren Treue („Das ist für meine Schwester, meine kleine Schwester, die das Geld ihres Bruders in ihrem Kleiderschrank versteckt hat, falls die Bullen kommen.“)
Das Stück Sommer dient der Darstellung der Reue des Rappers darüber, wie er sein Leben vor der Musikkarriere gestaltet hat. Dabei geht Kollegah in der zweiten Strophe vor allem auf seine Tätigkeit als Drogenhändler ein. Im Refrain stellt er anschließend dar, dass er trotz seiner kriminellen Vergangenheit versucht, „in den Himmel zu kommen“.

„Das Leben ist kein Geschenk, es ist ein Test. Dieses graue Leben heißt: Wie viel kann ein Mensch ertragen, ohne aufzugeben? Und der Grund, warum ich dennoch bis heute lebe, ist, weil ich weiß, dass ich für Selbstmord ins Feuer käme. Und ich bete jeden Tag, damit ich, wenn es soweit ist, nicht vor dem Tod stehe und sag’: Bitte gib mir noch ein Jahr und ich mach alles wieder gut. Vorbei ist vorbei und ich muss in den Himmel kommen. Denn was sind 70 Jahre Lebenszeit verglichen mit der Ewigkeit? Wozu Geld und Autos, wenn am Ende nur die Seele bleibt? Doch warum nehm’ ich mir vor, ich leb’ anständig ab heute, aber bring’ am nächsten Tag wieder das Pulver an die Leute? Warum weiß ich nicht, was Liebe ist, was eine intakte Familie ist? Keine Ahnung, ist auch egal, so ist das Leben. So ist das vorbestimmte Schicksal, also geben wir nicht auf, machen weiter und versuchen: In den Himmel zu kommen, gegen den Teufel zu kämpfen, bis hin zum Tag, an dem ich sterbe – und es ist Sommer.“

In einem Interview mit MZEE äußerte sich Kollegah zu diesen für ihn untypischen persönlichen Texten.

„Es ist ja nicht so, dass ich von morgens bis abends der gefühlskalte, herzlose Pimp bin. Natürlich gibt es auch nachdenkliche Momente im Leben und meine Intention war es, diese widerzuspiegeln. Eigentlich rechnete ich eher mit etwas Ablehnung seitens der Hörerschaft, die mich ja eher für das Verfassen von punchlinelastigem Gee-Shit schätzt, jedoch wollte ich auch etwas von der Privatperson Kollegah mit in den Rap einbringen, das war mir zu der Zeit wichtig.“

## Gastbeiträge

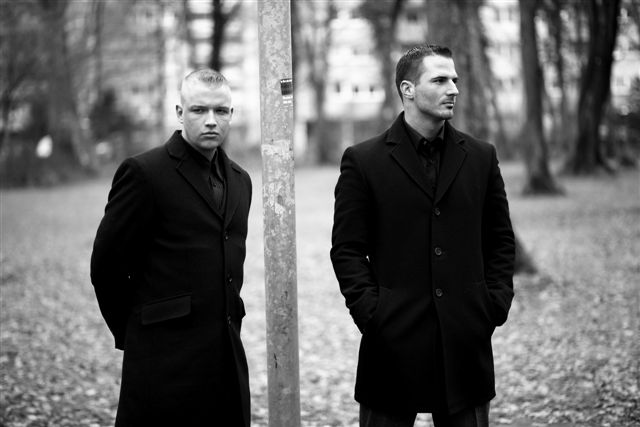
Kollegah und Slick One

Das Album beinhaltet Gastbeiträge, sogenannte Features, von drei verschiedenen Künstlern. Auf dem Track Mobster Music ist der Labelkollege Shiml vertreten. Kollegah äußerte sich in einem Interview folgendermaßen zu dieser Zusammenarbeit:
„Ich kannte seine bisherigen Alben und war ein Fan seiner Musik. Sie stellt zwar einen Kontrast zu meinem Sound dar, aber ich denke wir ergänzen uns sehr gut.“ Der Gründer des Labels Selfmade Records, Slick One, tritt auf dem Lied Rauch auf. Der Refrain im Stück Image des Pimps wird von Sarah gesungen. Zu der nicht zustande gekommenen Zusammenarbeit mit den Rappern Favorite und Flipstar äußerte sich Kollegah wie folgt: „Favorite war ja schon auf meinem letzten Release, deshalb haben wir uns überlegt, ich mache lieber etwas für sein kommendes Album. Flipstar ist sowieso momentan eher inaktiv.“

## Produktion
Für die Beats des Albums zeichnen sechs Musiker verantwortlich. Der Hauptproduzent von Boss der Bosse ist Rizbo. Er steuerte die Beats zu den Musikstücken Showtime Again, Time is money, Mobster Music, Bei Sonnenuntergang, Du weinst Tränen, Rauch, Was kuckst du? und Image des Pimps bei. Drei weitere Beats wurden von Chrizmatic produziert. Diese sind den Liedern Intro, König Westdeutschlands und Ich geb kein Fick zuzuordnen. Maxito Flow produzierte das Stück Boss der Bosse. Ebenfalls ein Beat wurde von Akasha beigesteuert. Dieser ist für das Lied Sommer verwendet worden. Die Beats zu den Musikstücken Nacht und Outro wurden von Paul Supreme produziert. Six June, welcher auch für Kollegahs nachfolgendem Album Alphagene einen Beat produzierte, steuerte die musikalische Untermalung der Lieder King of coke und Fick dein Fame bei.

## Illustration
Auf dem Cover sieht man Kollegah, wie er sich an der Motorhaube der Mercedes-Benz S-Klasse anlehnt. Er ist mit einem schwarzen Anzug gekleidet und zieht an einer Zigarre, welche er mit der linken Hand hält. Der Hintergrund ist komplett weiß und beinhaltet in der linken oberen Ecke das Kollegah-Logo.

## Verwendung in Filmen
Die beiden Musikstücke Showtime Again und Sommer wurden in dem Spielfilm Nachtspuren verwendet. So laufen beide Lieder in verschiedenen Szenen, die in einer Diskothek spielen. Außerdem läuft das Lied Sommer am Ende des Films und im Abspann. Sommer fungiert daher als Titelsong des Films.

## Rezeption

### Erfolg
Boss der Bosse schaffte es nicht in die Album-Charts, dennoch verhalf der Tonträger zu einer Steigerung des Bekanntheitsgrads des gebürtigen Friedbergers. Mit seinem im folgenden Jahr erschienenen ersten Soloalbum Alphagene schaffte er es, sich auf Platz 51 der deutschen Hitparade zu platzieren. Boss der Bosse wurde von dem Hip-Hop-Magazin Juice zum Mixtape des Monats ernannt.

### Kritik
Boss der Bosse wurde positiv von den Rezensenten aufgenommen. So erklärte das Hip-Hop-Magazin Juice den Tonträger zum Mixtape des Monats. Vor allem die zahlreichen Wortspiele, sogenannte Punchlines werden in der Bewertung positiv hervorgehoben.

„Kollegah hat sie einfach, diese bitterbösen Punchlines. Und das beste dabei ist, dass man nicht ein halbes Streetalbum auf den einen Killer warten muss, sondern dass Toni seine wortgewandt-fiesen und dabei im rotzigstem Kokser-Tonfall vorgetragenen Nasenstüber im Sekundentakt rausballert – jede Line ein Treffer. […] Bedenkt man nun, dass dieser zu großen Teilen von Rizbo unterkühlt bis arrogant in Szene gesetzte Silberling nur als Aufwärmdurchlauf für sein für Anfang nächsten Jahres angesagtes Album gedacht ist, kann einem wahrlich angst und bange werden. Selten so gut unterhalten worden.“

Das Magazin Backspin bewertete Boss der Bosse mit 3,5 von 5 möglichen Punkten. Der zuständige Redakteur hebt in der Rezension die durchdachten Texte, die Refrains der Lieder und Kollegahs Double-Time-Flows positiv hervor. Des Weiteren werden auch negative Aspekte in der Bewertung aufgegriffen.

„Lines wie: „Ich hab, als ich noch nicht über Piano-Beats rappte, schon mehr Geld mit Speed gemacht als Keanu Reeves“ zeigen nur annähernd, wie unterhaltsam „Boss der Bosse“ ist. Auch die Hooklines sind teilweise sehr innovativ, herausragend sind vor allem „Time Is Money“ und „Bei Sonnenuntergang“. Auch wenn Kollegah durchaus noch Fortschritte machen kann in Sachen Formulierung und Flow, zumindest an einigen Stellen, wäre der einzige Nachteil dieses zweiten Teils des Zuhältertapes, dass einige ahnungslose Hörer annehmen könnten, dass es sich um einen bestimmten Berliner handeln könnte, da dessen Stimme sehr der von Kollegah ähnelt. Kollegah ist zwar nicht unbedingt das fresheste Pseudonym, doch sollte man sich diesen Namen merken und für große Unterhaltung zum „Boss der Bosse“ greifen.“

Auch die Internetseite Allesreal.de wertete Boss der Bosse positiv. So wird etwa das „Zusammenspiel zwischen Beat und Text“ als exzellent bezeichnet.

„Mittlerweile hängen der halben Landkarte die derzeitigen New Era Cap/White Tee-Raps zum Hals raus. Toni liefert das Gegenstück: Boss-Sweater, Pullis von Armani, goldene Ringe. Tonistyle eben. Der Tonistyle ist aber mehr, er lässt sich eigentlich folgendermaßen definieren: Verfolge das ‚Image des Pimps‘, am besten geht das, indem man ‚kein Fick‘ gibt und um seine Person viel ‚Rauch‘ macht. Was Frauen betrifft: ‚Bei Sonnenuntergang‘ so weit gehen, dass sie am Ende nur noch Tränen weinen. Fazit: rundum gelungenes Tape. 2007 folgt dann das erste Album. Bis dahin muss und wird man sich die Zeit mit den beiden Tapes vertreiben müssen. Gerade zur Sommerzeit die beste Erfrischung. Lacher garantiert.“